# Exechia trispinosa
Exechia trispinosa är en tvåvingeart som beskrevs av Zaitzev 1996. Exechia trispinosa ingår i släktet Exechia och familjen svampmyggor. Inga underarter finns listade i Catalogue of Life.